# Desmalopex
Desmalopex ist eine Gattung von Flughunden mit zwei Arten, die auf den Philippinen verbreitet sind. Der gemeine Weißflügelflughund (Desmalopex leucopterus) wurde noch bis in die frühen 2000er Jahre in die Gattung Pteropus eingeordnet und im Jahr 2008 erfolgte die Beschreibung des Mindoro-Weißflügelflughundes (Desmalopex microleucopterus). In einem Werk von 2016 wird die baldige Etablierung einer dritten Art angedeutet.
Die Gattung ist vermutlich die Schwestergruppe einer von den Gattungen Pteropus und Acerodon gebildeten Klade.

## Merkmale
Der gemeine Weißflügelflughund ist mit einer Kopf-Rumpf-Länge von 185 bis 204 mm und mit einem Gewicht von 250 bis 375 g größer als der Mindoro-Weißflügelflughund, der 133 bis 155 mm Länge und 130 bis 155 g Gewicht erreicht. Beiden Arten fehlt der Schwanz. Die „weißen“ Flügel sind eigentlich weißliche Flecken auf hellbraunen Flughäuten. Weiterhin sind nackte Stellen im Gesicht und das Fell hellbraun. Der Goldmantel-Flughund (Pteropus pumilus) hat keine Flecken auf den Flügeln, kürzere Unterarme und eine dunkle Schnauze. Beim Insel-Flughund (Pteropus hypomelanus) sind die Flughäute und die Schnauze fast schwarz. Der diploide Chromosomensatz besteht aus 38 Chromosomen (2n=38).

## Verbreitung
Während der gemeine Weißflügelflughund Luzon und Catanduanes bewohnt, ist der Mindoro-Weißflügelflughund auf Mindoro beschränkt. Die erstgenannte Art lebt in ursprünglichen Wäldern bis 1200 Meter Höhe und die Art auf Mindoro besucht zusätzlich Anbaugebiete, wo jedoch keine Nahrung gesammelt wird. Sie wurde bis 750 Meter Höhe registriert.

## Lebensweise
Soweit bekannt ruhen die Exemplare im Geäst der Bäume und bilden kleine Gruppen. Sie fliegen über die Wälder zu Plätzen mit Nahrung. In Baumkronen und in Höhlen wurden diese Flughunde nicht registriert. Laut Berichten von Einheimischen werden kleine jahreszeitliche Wanderungen unternommen. Diese Flughunde fressen Feigen und andere Früchte. Weibchen in Gefangenschaft hatten pro Jahr und Wurf ein Jungtier.

## Gefährdung
Beide Arten werden zur Gewinnung von Bushmeat gejagt. Zusätzlich sind sie von Landschaftsveränderungen bedroht. Die IUCN listet den Mindoro-Weißflügelflughund als stark gefährdet (endangered) und den gemeinen Weißflügelflughund als gefährdet (vulnerable).